# Martina Piemonte
Martina Piemonte (* 7. November 1997 in Ravenna) ist eine italienische Fußballspielerin. Sie steht derzeit beim Lazio Rom unter Vertrag und spielte 2014 erstmals für die italienische Nationalmannschaft.

## Karriere

### Vereine
Martina Piemonte spielte zuerst für die lokalen Vereine ASD Riviera di Romagna und USD San Zaccaria. Im Sommer 2016 wechselte sie zu ASD Verona. Nach einem Jahr wechselte sie zum spanischen Verein FC Sevilla, den sie ebenfalls nach einer Saison verließ, um für die neue Frauenfußballabteilung des AS Rom zu spielen. Ab dem Sommer 2019 spielte sie dann für Betis Sevilla, ehe sie 2020 vom AC Florenz verpflichtet wurde. Ab Ende 2021 bis 2023 war sie Spielerin beim AC Mailand. Von 2023 bis 2024 spielte sie für den FC Everton. Seit 2024 ist sie bei Lazio Rom. 
Seit 2018 unterstützt sie das Projekt Common Goal, indem sie ein Prozent ihres Gehalts für gemeinnützige Projekte mit Bezug zum Fußball spendet.

### Nationalmannschaft
Piemonte spielte zunächst für die italienische U-17-Mannschaft und U-19-Mannschaft, sowie später für die U-23-Mannschaft. Mit der U-17-Mannschaft nahm sie an der U-17-Fußball-Weltmeisterschaft der Frauen 2014 teil. Am 14. Juni 2014 absolvierte sie bei einem Spiel gegen Tschechien im Rahmen der Qualifikation zur Fußball-Weltmeisterschaft 2015 ihr erstes Spiel für die Nationalmannschaft. Ihr erstes Länderspieltor erzielte sie im Spiel gegen Costa Rica beim Vier-Nationen-Turnier am 11. Dezember 2016. Im Rahmen des Turniers kam sie noch in einem weiteren Spiel zum Einsatz, ehe sie über fünf Jahre lang nicht mehr für die Nationalmannschaft spielte. Erst beim Eröffnungsspiel des Algarve-Cup 2022 spielte sie wieder für Italien. Bei der Fußball-Europameisterschaft der Frauen 2022 kam sie in zwei Spielen zum Einsatz, wobei sie einmal eingewechselt wurde und einmal von Beginn an spielte. Im Spiel gegen Frankreich erzielte sie kurz nach ihrer Einwechslung den ersten Treffer für Italien, jedoch verlor die Mannschaft das Spiel mit 5:1.
Am 24. Juni 2025 wurde sie für den EM-Kader nominiert.

## Privates
Seit 2025 ist sie mit der deutschen Fußballspielerin Lea Schüller liiert.